# Kroniki policyjne
Kroniki Policyjne – szósty album polskiego punkrockowego zespołu The Analogs, wydany w 2004 roku. Zawiera 14 premierowych piosenek i teledysk.

## Lista utworów
1. Wszystko to co mamy
2. Nasze piosenki
3. Dziewczyna ze zdjęcia
4. Blues pudła w Folsom (Johnny Cash)
5. Droga pod wiatr
6. Kroniki policyjne
7. Mamy mały potwór (Social Distortion)
8. Marek
9. Miasta gorzki smak
10. Nasza krew
11. Życie to jest gra
12. Twoje kłamstwa
13. Mili chłopcy (Rose Tattoo)
14. Pożegnanie

## Twórcy
- Dominik "Harcerz" Pyrzyna - śpiew
- Jacek "Kef" Tomczak - gitara
- Piotr "Rudy" Półtorak - gitara
- Paweł "Piguła" Czekała - gitara basowa
- Paweł "Dmuchacz" Boguszewski - perkusja